# Detroit Free Press
Detroit Free Press é o maior jornal diário em Detroit, Michigan, Estados Unidos. A edição de domingo tem o título de Sunday Free Press. Às vezes é informalmente referido como o "Freep" (refletido no endereço da web do jornal, www.freep.com). Ele serve principalmente os condados Wayne, Oakland, Macomb, Livingston, Washtenaw e Monroe.
Free Press é também o maior jornal da cidade possuído pela Gannett, que igualmente publica no USA Today. A Free Press recebeu dez prêmios Pulitzer e quatro prêmios Emmy. Seu lema é "On Guard Since 1831".